# Identidad de Rothe-Hagen
En matemáticas, la identidad de Rothe-Hagen  es una relación matemática  válida para toda terna de números complejos ({\displaystyle x,y,z}) excepto cuando los denominadores se hacen cero:

{\displaystyle \sum _{k=0}^{n}{\frac {x}{x+kz}}{x+kz \choose k}{\frac {y}{y+(n-k)z}}{y+(n-k)z \choose n-k}={\frac {x+y}{x+y+nz}}{x+y+nz \choose n}.}

Es una generalización de la identidad de Vandermonde. Su denominación se debe a los matemáticos Heinrich August Rothe y Johann Georg Hagen.